# Batis minulla
El batis angoleño (Batis minulla) es una especie de ave paseriforme de la familia Platysteiridae propia del oeste de África Central.

## Distribución y hábitat
Se encuentra en Angola, República del Congo, República Democrática del Congo, y Gabón.
Su hábitat natural son los bosques tropicales secos.